# 想い出に口づけ
「想い出に口づけ」（おもいでにくちづけ、Remember (Sha-La-La-La)）は、ベイ・シティ・ローラーズの曲として広く知られている楽曲。ただし、1972年に最初にこの曲をシングルとしてリリースしたのはリフレクションズ (The Reflections) で、曲名は単に「Remember」とだけ表記されていた。この作品は、ローラーズを一躍有名にした代表曲のひとつで、イントロから始まるピアノの旋律は、他の彼らのヒット曲と同じメロディパターンで始まっている。。

## ベイ・シティ・ローラーズのバージョン
この曲を共作したフィル・コウルターとビル・マーティンをプロデューサーに迎えたベイ・シティ・ローラーズは、1973年にこの曲を吹き込んでイギリスでリリースし、さらに翌1974年にはヨーロッパ各国などでもシングルをリリースした。
シングルは、全英シングルチャートで最高6位まで上昇した。
この曲は、1974年秋に出たバンドのデビュー・アルバム『エジンバラの騎士』にも収められた。

## トラックリスト
1974年、ドイツ盤、7インチ・シングル Bell 2008 229
1. 想い出に口づけ "Remember" (2:33)
2. バイ・バイ・バーバラ "Bye Bye Barbara" (2:55)[5]

## チャート
| チャート（1974年）              | 最高位 |
| ------------------------------- | ------ |
| ドイツ                          | 37     |
| イギリス 全英シングル・チャート | 6      |